# 北九州市立門司球場
北九州市立門司球場（きたきゅうしゅうしりつもじきゅうじょう）は、福岡県北九州市門司区にある野球場である。

## 解説
1957年（昭和32年）9月15日、門司市営大里球場として開設され、北九州市発足時に名称変更された。
2009年（平成21年）のシーズンは、四国・九州アイランドリーグの福岡レッドワーブラーズが主催試合を行った。
外野後方は一般道になっており、かつ球場や外野芝生席より高い位置にあるので一般道から試合を見物することができる。

## 施設概要
- 両翼：92m
- 中堅：115m
- 内外野：土
- 照明設備：4基
- 収容人数：5,000人

## プロ野球開催実績

### 四国・九州アイランドリーグ公式戦
- 2009年（平成21年）5月31日 福岡レッドワーブラーズ4-9愛媛マンダリンパイレーツ 観衆：402人 勝：篠原慎平 敗：渡邊隆洋 本：中村真崇（RW）

## 所在地
- 福岡県北九州市門司区不老町1丁目1番

## 交通
- JR鹿児島本線 門司駅から徒歩で約10分。